# Carlos González Espresati Chaparro
Carlos González Espresati Chaparro (Gaucín, provincia de Málaga, ? - Castellón de la Plana, 1920) fue alcalde de Castellón de la Plana entre 1907 y 1909.

## Biografía
Desde Málaga se traslada a Castellón como funcionario del Ministerio de Hacienda (Corredor de comercio). A lo largo de estos años mantiene una intensa rivalidad de carácter personal con Fernando Gasset. Entre 1901 y 1912 será Presidente de la Cámara de Comercio de esta ciudad. También fue fundador de la Junta de Obras del Puerto en esta misma ciudad. Conservador vinculado a la corriente maurista. En enero de 1904 es elegido concejal del Ayuntamiento de Castellón de la Plana, siendo el Alcalde de la ciudad de mayo de 1907 a julio de 1909.  
Se casó con Paquita Sánchez de Brugada y tuvieron seis hijos: Gonzalo, Paquita, Pepe,  Manolo, Carlos González-Espresati Sánchez, ingeniero, fundador de las Juventudes Mauristas de Castellón, y Helena González-Espresati Sánchez, casada con el arquitecto D. Vicente Traver Tomás.
| Predecesor: Salvador Guinot Vilar | Alcalde de Castellón Mayo de 1907 - Julio de 1909 | Sucesor: José Armengot Rubio |